# Fuqiang (köpinghuvudort i Kina, Heilongjiang Sheng, lat 47,48, long 125,79)
Fuqiang (kinesiska: 富强, 富强镇) är en köpinghuvudort i Kina. Den ligger i provinsen Heilongjiang, i den nordöstra delen av landet, omkring 200 kilometer norr om provinshuvudstaden Harbin. Antalet invånare är 25 091. Befolkningen består av 12 373 kvinnor och 12 718 män. Barn under 15 år utgör 13,0 %, vuxna 15-64 år 80 %, och äldre över 65 år 6,0 %.
Runt Fuqiang är det ganska tätbefolkat, med 139 invånare per kvadratkilometer. Närmaste större samhälle är Fengchan, 17,5 km norr om Fuqiang. Trakten runt Fuqiang består till största delen av jordbruksmark.
Genomsnittlig årsnederbörd är 857 millimeter. Den regnigaste månaden är juli, med i genomsnitt 268 mm nederbörd, och den torraste är januari, med 6 mm nederbörd.